# Delphinium pumilum
Delphinium pumilum är en ranunkelväxtart som beskrevs av Wen Tsai Wang. Delphinium pumilum ingår i släktet storriddarsporrar, och familjen ranunkelväxter. Inga underarter finns listade i Catalogue of Life.